# Ziemięcin (województwo łódzkie)
Ziemięcin – wieś w Polsce położona w województwie łódzkim, w powiecie sieradzkim, w gminie Goszczanów.
W latach 1975–1998 miejscowość należała administracyjnie do województwa sieradzkiego.

## Historia
Pierwsza wzmianka o wsi pochodzi z roku 1136. W Bulli Papieża Innocentego II Ziemięcin wraz z innymi miejscowościami wymieniany jest jako własność Arcybiskupa Gnieźnieńskiego (Kod.Wielk.nr 7). Jednak jak podają źródła historyczne ślady osadnictwa na terenie wsi pochodzą z czasów epoki kamiennej. W Słowniku Geograficznym Królestwa Polskiego o Ziemięcinie napisane jest: "Ziemięcin - w XVI w. Zyemyączyno, wieś w powiecie tureckim, gmina Tokary, parafia Goszczanów. Odległość od Turka 19 wiorst. Ma 16 domostw i 333 mieszkańców (ze wsią Chcim-Świerk ). W roku 1827 było 25 domostw i 215 mieszkańców. Pod wsią na wzgórzu przechowały się dotąd resztki nasypu przedhistorycznego, w którym znajdują się urny oraz narzędzia z epoki kamiennej. W roku 1232 ks. Władysław Odonicz (Odonic) i jego synowie - Przemyśl i Bolesław nadają wsią Ziemięcin i Upuszczewo, które zamienili z kościołem św. Wawrzyńca w Kaliszu za wieś Lisiec te same swobody jakie ma Spiczyna Góra (Góra). Przy akcie z 1324 roku spisanym w Goszczanowie obecny jest Świętosław "de Semenczino" i może tenże sam występuje przy akcie z roku 1354 w towarzystwie 4 synów i 3 córek (Kod.Wielk.139,1039,1323).Na początku XVI w. łany kmieciowe i dworskie dają dziesięcinę plebanowi w Goszczanowie (Łaski.L.B.II.62). W roku 1553 wieś ma w dwu działach 15 łanów km. i 4 rzem." 
O kurhanach i mogiłach dawnych na terenie wsi Ziemięcin mówią też źródła historyczne związane z folwarkiem w Chocimiu. 
W roku 1278 Przemysław ks. polski potwierdza nadania dawne i nadaje wsią prawa niemieckie-nowotarskie. Na terenie wsi znajdowały się dwie osady: Karczma i Młyn: "Osada Karczma to jedno domostwo i 6 mieszkańców. Osada Młyn to jedno domostwo i 7 mieszkańców". Karczma znajdowała się przy skrzyżowaniu dróg Goszczanów – Turek, Wilczków – Lipicze. Dziś znajdują się tam prywatne posesje. Młyn-wiatrak znajdował się na wzgórzu przy drodze od stawów do pałacu w Chocimiu. Do dziś teren ten nazywany jest "Wiatraczysko"".
W Ziemięcinie przed I wojną światową zbudowany został inny młyn-wiatrak, który usytuowany był na tzw. "Górkach" (dziś znajduje się tam studnia głębinowa). Wiatrak ten uległ spaleniu, prawdopodobnie od uderzenia pioruna. W czasie II wojny światowej wieś należała do utworzonego przez okupanta Kraju Warty (Reichsgau Wartheland). W latach 1954–1972 Ziemięcin był siedzibą Gromadzkiej Rady Narodowej. W roku 1946 we wsi powstała Ochotnicza Straż Pożarna.